# Myotis rufopictus
Myotis rufopictus és una espècie de ratpenat de la família dels vespertiliònids. És endèmic de les Filipines. Els seus hàbitats naturals són els boscos primaris i montans. Probablement està amenaçat per desforestació a les parts de la seva distribució que es troben a les planes.